# ルキウス・アエリウス・セイヤヌス

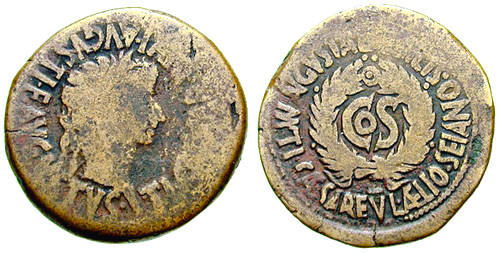
ルキウス・アエリウス・セイヤヌスが執政官に就任した紀元31年に打ち出されたアス青銅貨。裏には｢アウグスタ・ビルビリス、皇帝ティベリウス、アエリウス・セイヤヌス」と刻まれている

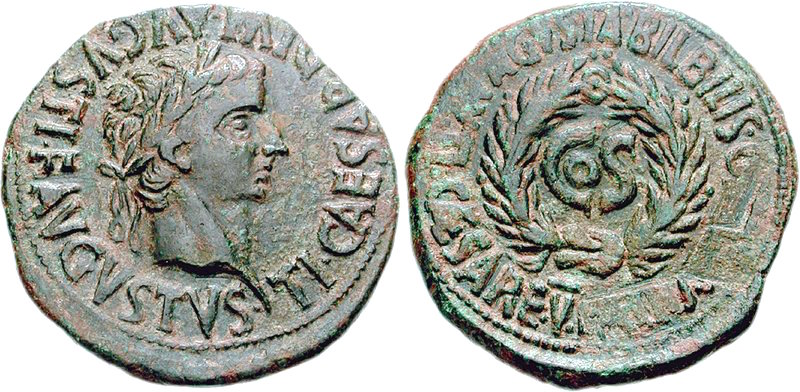
同年に打ち出された別のアス青銅貨。セイヤヌス処刑後の記録抹殺刑により彼の名が消されている

ルキウス・アエリウス・セイヤヌス（Lucius Aelius Seianus, 紀元前20年 – 紀元後31年10月18日）は、古代ローマの親衛隊長官。セイアヌスとも表記される。第2代ローマ皇帝ティベリウスの信頼を獲得し、権勢を誇ったが、ティベリウスがカプリ島に隠遁した後、代理として元老院を牛耳り、さらに対立分子の排除を図ろうとするなど専横が目立ち、増長しすぎた権勢を遂にティベリウスから危惧され、皇帝暗殺を企んだとして失脚、族誅された。

## 生涯

### 生い立ち
騎士階級に属するルキウス・セイユス・ストラボの息子として、エトルリアのウォルシニイ（現在のラツィオ州ヴィテルボ県ボルセーナ）に生まれた。その名前からアエリウス氏族の養子となったことが分かる。叔父はユニウス・ブラエスス。妻アピカタとの間には2人の男子と1人の女子をもうけた。

### 親衛隊長官
父セイユス・ストラボはアウグストゥスの下で親衛隊長官を任命されるなど信用を獲得しており、息子であるセイヤヌスも若い頃、元首後継者候補であったガイウス・カエサルの東方任務の同行に選ばれている。その後ティベリウスと親交を持ち、アウグストゥス没後には父と共同の親衛隊長官に任じられた。のちには単独の親衛隊長官となっている。
ティベリウスが元首に就任して直後の紀元14年にパンノニアで暴動が起こると、ティベリウスよりその対処を任された小ドルススに助言者として同行し、軍団の沈静化に成功している。
その後もセイヤヌスは、親衛隊の兵士たちを掌握するなど有能さを証明し続け、内向的なティベリウスから確固とした信頼を勝ち取り、その右腕として重用されていった。20年には自らの娘をクラウディウスの息子クラウディウス・ドルススと婚約させ、元首一家と婚姻関係を結んだ。この婚約はその成立直後、クラウディウス・ドルススが急死したため実現することはなかったが、この頃より徐々に、ティベリウスの長男小ドルススなど拡大するセイヤヌスの勢力を危惧する者が増えていった。同様にセイヤヌスも、自らの権勢欲のためドルススを疎み始めていた。
22年にティベリウスは火事で崩壊していたポンペイウス劇場の再建を発表したが、同時にその火事の鎮火にあたってのセイヤヌスの働きも賞賛した。これを受けて元老院は、再建されたポンペイウス劇場の中にセイヤヌスの立像を設置することを決議した。また同じ頃、ティベリウスはアフリカで功績のあったブラエススに対して凱旋将軍顕彰を送ったが、このときもやはりブラエススがセイヤヌスの叔父であるゆえにとセイヤヌスに言及した。
セイヤヌスはそれまで大隊単位でローマ市内に3ヶ所、郊外に6ヶ所と分かれて駐屯していた親衛隊を1ヶ所に集中させた。これは緊急時の対応を迅速に行なえるようにするものであると同時に、自身の掌握していた親衛隊の力と威信とを高めようとするものでもあった。このとき新設された親衛隊兵舎カストラ・プラエトリアはローマ市の北東に置かれ、レンガとコンクリートで造られた堅牢な建物はのちにローマを囲む城壁の一部に組み込まれた。

### ドルスス暗殺
23年の時点でティベリウスの養子ゲルマニクスはすでに死んでいたものの、ティベリウスの後継者候補としてなおも元首一家には実子小ドルスス、ゲルマニクスの長男ネロ・カエサル、次男ドルスス・カエサル、まだ幼いゲルマニクスの息子ガイウス・カエサル（愛称カリグラ）がいた。男子としてはこの他にもティベリウスの甥にあたるクラウディウスもいたが、長い間政治からは除外されていた。
政治の実権を握ろうとするセイヤヌスにとって、これら元首の後継者候補の存在は歓迎すべきものではなかった。特に年齢、経験、元首との関係などから実質唯一の後継者となっていた小ドルススは、セイヤヌスに対しあからさまな敵意を向けており、セイヤヌスの野心にとっては最大の障害となっていた。
このためセイヤヌスは、小ドルススの排除を計画する。まずは小ドルススの妻のリウィッラに近づき不倫の関係を結んだ。さらにリウィッラの侍医エウデモスを計画に引き込み、その後小ドルススの宦官リュグドゥスも共謀者に加えた。また、リウィッラが求めたため3人の子供を産んでいた妻アピカタと離婚し、将来の結婚の約束で自分に縛りつけた。こうした準備ののち、少量ずつ毒を盛って病死に見せかけて、23年に小ドルススを殺害した。この暗殺は非常に巧妙に行なわれたため、8年後にセイヤヌス一派が粛清されるまで一般に知られることはなかった。

### ティベリウスの隠棲
小ドルススの没後、ティベリウスの後継者はゲルマニクスの遺児のうち、すでに成人していたネロ・カエサルとドルスス・カエサルの2人に絞られた。小ドルススの双子の息子のうち1人は23年に夭折し、もう1人ティベリウス・ゲメッルスはまだ幼かった。
そのためセイヤヌスは、この2人とその後ろ盾となっていたその母大アグリッピナを次の標的とした。もともとティベリウスは大アグリッピナに好意的ではなかったが、セイヤヌスは続けて毒薬を用いる危険を避け、こうしたティベリウスの感情を煽りたて利用した。また、大アグリッピナとその息子たちの破滅はセイヤヌスの情婦となっていたリウィッラも望むところだった。加えてカエサル家で巨大な権威を保持していたアウグストゥスの寡婦リウィア・ドルシッラも、やはり大アグリッピナの権勢を快く思ってはいなかった。
こうした状況の中で、セイヤヌスはゲルマニクスの友人たちを次々と攻撃し、自らの地位を確立していった。他方でリウィッラとの結婚をティベリウスに願い出たが、これは騎士身分のセイヤヌスには分不相応と認められなかった。
26年にティベリウスはカンパニアへと出発する。名目としてはカプアでユピテルの、ノラでアウグストゥスの神殿を奉献するためであったが、実際には都の喧騒から離れたいというティベリウスの長年の願望の実現のためであった。同行したのはセイヤヌスのほか、元老院議員コッケイウス・ネルウァ、上級ローマ騎士クルティウス・アッティクスなどに限られ、それ以外はほとんどがギリシア人などの文人であった。
カンパニアに滞在中、ティベリウスがタラキナに近い「スペルンカ（洞窟の館）」と呼ばれる別荘で食事をとっていたところ、落盤が起こり数人が犠牲となった。このときセイヤヌスは身を挺してティベリウスを守り、以後その信頼は絶対的なものとなった。
ティベリウスがイタリア半島を離れカプリ島へ居を定めると、セイヤヌスはティベリウスとのアクセスを完全に掌握し、最大の権勢を誇るようになった。セイヤヌスの誕生日は公式に祝われ、各軍団の軍団旗の間には最高司令官ティベリウスの像と共にセイヤヌスの像が置かれた。多くの者がセイヤヌスとの友情を強く求めるようになった。
一方でネロ・カエサルと大アグリッピナへの攻撃も続け、ネロの言動はその妻リウィア・ユリアからその母リウィッラを通して逐次報告されていた。また自らの権勢のため、兄を疎ましく思っていたドルスス・カエサルもセイヤヌスは自派に抱き込んでいた。

### 権力の絶頂と粛清
29年にローマでリウィアが死ぬ。ティベリウスに匹敵する権威を保持していたリウィアの死後、セイヤヌスとティベリウスは公の場でネロとアグリッピナを攻撃した。結果ネロはポンティア島に、アグリッピナはパンダテリア島に流された。
残ったドルススはアエミリア・レピダと結婚するが、これがドルススの破滅の始まりだった。リウィッラと同じくアエミリア・レピダとも情を通じたセイヤヌスはドルススを罠にかける。30年にドルススはカプリ島からローマへ送られ、パラティヌスの宮殿に幽閉され、兵の監視下に置かれた。さらにセイヤヌスは有力元老院議員であったアシニウス・ガッルスも投獄した。
こうして対立者を排除していったセイヤヌスだったが、ティベリウスはこの頃からセイヤヌスへの疑念を抱き始めていた。しかしそうした考えを表には見せず、逆にティベリウスは自らの同僚として31年の予定執政官（コンスル）にセイヤヌスを指名した。これによってセイヤヌスは騎士階級の職である親衛隊長官であると同時に元老院に議席を得ることになった。
31年にティベリウスとセイヤヌスはコンスルに就任する。元首の同僚のコンスル職は帝政期特別な意味を持ち、セイヤヌスの勢力はこのとき絶頂を迎えた。しかし慣習からコンスルの一方はローマに居らねばならず、カプリ島から動かないティベリウスのためセイヤヌスはローマに釘付けにされた。ローマから動けないセイヤヌスは、それまで掌握していた元首への面会、書簡のコントロールを失い、新たに届くようになった情報でティベリウスはセイヤヌスへの疑念をますます強くした。それでも依然としてティベリウスは表向きはセイヤヌスへの信頼を見せ、全属州を統治するプロコンスル命令権の共有者、さらに向こう5年間の自身と同僚のコンスルとした。
ローマの元首は、非公的な絶大な権威を別とすると、コンスル命令権、プロコンスル命令権、護民官職権を権限の源としていた。このうち特に護民官職権が重要視されたものの、この時点でセイヤヌスは元首の後継者の立場をほぼ手中にしていたことになる。
5月はじめにティベリウスがコンスルを辞任したため、セイヤヌスも辞任した。5月9日に2人の後任となる補欠コンスルが就任した。このうち1名が辞めて、6月1日に補欠コンスルとしてセイヤヌスの仲間ルキウス・フルキニウス・トゥッリオが就任した。10月1日、もう一人のコンスルとしてティベリウスの信厚いプブリウス・メンミウス・レグルスが就任した。
一般的にはこのころ、セイヤヌスはティベリウスへの陰謀を企てたとされる。しかし、この陰謀はサトリウス・セクンドゥスから、ティベリウスの弟大ドルススの寡婦で、ガイウス（カリグラ）など残ったアグリッピナの遺児たちを養育していた小アントニアに漏れる。
彼女はティベリウスに対する陰謀を知るとその全容を手紙に書き、自分が最も信頼する奴隷のパラスに託してカプリ島に向かわせ、通報を受けたティベリウスはただちにセイヤヌスとその一味を捕らえることにした。
10月17日にカプリ島でナエウィウス・ストリウス・マクロがセイヤヌスに代わって親衛隊長官に任命され、書簡を携えローマに送られた。夜に到着したマクロはそのままコンスルのレグルス、消防隊長（praefectus vigilis）のグラエキヌス・ラコらにティベリウスの計画を知らせた。翌18日にパラティヌスのアポロ神殿で元老院が開催される。このとき、セイヤヌスへはマクロから護民官職権が与えられるという書簡の偽の内容が知らされていた。元老院が開かれるとレグルスはティベリウスの書簡の朗読を始める。この間マクロは親衛隊を掌握し、ラコは部下を使いパラティヌスの周辺を封鎖、親衛隊の武力行使に備えた。書簡はこうしたマクロとラコに十分時間を与える長さで書かれており、レグルスの朗読は続いていた。書簡は徐々にセイヤヌスを責める口調を帯びてゆき、その最後で決定的にセイヤヌスを弾劾していた。朗読の直後元老院議場は喝采に満ち、セイヤヌスは拘束されてその日の夜に絞首刑に処された。死体はゲモニアの階段で市民の侮辱を受けた後、ティベリス川に捨てられた。彼の彫像はすべて破壊され、青銅貨などに対して記録抹殺刑が行われた。
タキトゥスの『年代記』にあったこの件を記録した部分は現在失われており、上記の詳細についてはカッシウス・ディオの『ローマ史』によるところが大きい。

## その後
セイヤヌスの処刑後その一派の粛清が始まった。セイヤヌスの長男や叔父のブラエススはすぐに処刑され、まだ幼かった次男と長女（20年にクラウディウス・ドルススと婚約しているので10歳以上）も絞首刑にされた。タキトゥスの『年代記』によれば、ローマでは処女を絞首刑に処することは許されていなかったので、長女は強姦された上で殺害された。セイヤヌスの元妻アピカタも自殺を強要された。このときアピカタの遺書で小ドルススの暗殺が判明した。
セイヤヌスの権勢は非常に強かったので、その友誼を求めた者も多く、粛清は多数の元老院議員にまで及んだ。またこれ以後、ティベリウスは嫁や側近に裏切られたこともあり、疑心暗鬼を強め、治世終盤の恐怖政治に繋がっていく。
セイヤヌスの断罪は大きな障害なく行われたが、計画にあたってはティベリウスも不安を感じ、カプリ島の岬の上で報告を待ちかねていた。セイヤヌスが親衛隊を使って反乱を起こすことを警戒し、緊急時には幽閉中のドルスス・カエサルを解放して軍隊を指揮させ、セイヤヌスに当たらせるようにとの指示もしていたという。またティベリウスはカプリ島から属州の軍団への逃走も考え、そのための船も準備していた。しかし、結果としてはティベリウスが実際に軍事力を握っていた有力者をカプリ島から出ずに滅ぼしたことで、元首の権威は圧倒的になり、以後元首政は確立した。